# 中国舆论场
《中国舆论场》（英語：China's Public Opinion Field）是中国中央电视台中文国际频道（CCTV-4）的一档政论节目，2016年3月20日开播，北京时间每周日19:30-20:30现场直播。该节目也是中国大陆首个“融媒体”新闻评论节目。

## 节目内容
《中国舆论场》通过大数据分析当周全媒体平台的舆论热点，并通过融媒体模式开放观众参与话题讨论。节目还与央视网联合推出了“中国舆论场指数”，实时关注全网新闻的热点舆情，并盘点每日及每周关注度最高的舆情话题。针对“中国舆论场指数”榜单上的话题，每期节目会请来相关专家现场进行分析，还会连线场外专家、媒体人士及新闻当事人等对新闻话题进行探讨。节目还设立了虚拟“在线观众席”，场外观众有机会直接向场内嘉宾进行提问。除了时事分析外，《中国舆论场》还推出了“抢红包”环节，观众可通过微信“摇一摇”功能参与。

## 播出时间
- 首播：19:30-20:30
- 重播：次日9:00-10:00（亚洲版）、13:30-14:30（美洲版）、15:00-16:00（欧洲版）

## 主持人
每期主持为一男一女：
- 王世林
- 鲁健
- 王洲
- 王端端
- 董丽萍
- 栗娜

## 荣誉
- 2016年：年度上星频道最具品牌影响力节目（ TV地标（2016）中国电视媒体综合实力大型调研榜单）[4]。